# HD 192263 b
HD 192263 b는 독수리자리 방향으로 지구로부터 약 65광년 떨어진 곳에 있는 외계 행성이다. 질량으로 미루어 보아 가스 행성일 것으로 보이며, 공전 궤도는 거의 원에 가깝다. 어머니 항성을 한 바퀴 도는 데 약 24일 걸린다.
2002년 천문학자 G. 헨리는 이 행성의 존재에 의문을 표시했다. 그 근거는 어머니 항성 HD 192263의 채층 활동 주기가 발표된 행성의 공전 주기와 일치한다는 것이었다. 행성 때문에 생겼으리라 추측한 시선속도 변화는 사실은 항성의 활동 때문에 생긴 것이었다는 주장이었다. 그러나 2003년 이 행성의 존재는 공식적으로 검증을 받았다. 행성이 항성의 자기장(가시광 영역) 활동에 영향을 끼치기 때문에 항성 활동과 행성 공전 주기가 거의 같았던 것이다.
2001년 관측 자료에 따르면 이 행성의 궤도경사각은 179.5도였다. 그러나 이후 보정된 관측값에 따르면 궤도경사각은 우리의 시선 방향과 거의 일치하는 것으로 드러났다.